# Arabská deska

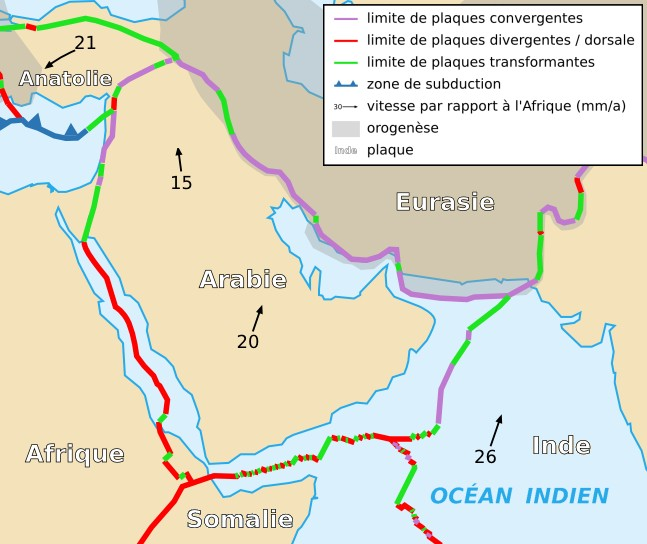
Arabská tektonická deska

Arabská deska je tektonická deska pokrývající Arabský poloostrov. Mezi místa, které se v oblasti arabské desky nacházejí patří:
- celý Arabský poloostrov, Mezopotámie a jihovýchodní Anatolie
- oblast východně od Rudého moře a Afarská deprese
- severní část Adenského zálivu a severozápad Perského zálivu

V některých částech Turecka, kde dochází ke střetům mezi Arabskou a Eurasijskou deskou dochází k častým zemětřesením. V geologicky nedávném období došlo k oddělení arabské a africké desky, po čemž došlo ke vzniku Rudého moře.
Arabská deska sousedí s následujícími tektonickými deskami:
- na severu: eurasijská deska
- na jihu: africká deska
- na východ: indická a eurasijská deska
- na západ: africká a eurasijská deska